# Віла-Нова-де-Фамалікан (парафія)
Віла-Нова-де-Фамалікан (порт. Vila Nova de Famalicão; МФА: [ˈvi.ɫɐ ˈno.vɐ dɨ fɐ.mɐ.ɫi.ˈkɐ̃w]) — парафія в Португалії, у муніципалітеті Віла-Нова-де-Фамалікан. Розташована в північно-західній частині країни, на теренах історичної португальської провінції Дору-Міню. Входить до складу округу Брага. За адміністративним поділом, чинним до 1976 року, терени парафії були складовою провінції Міню. Належить до Бразької архідіоцезії Католицької церкви. Патрон — святий Адріан. Площа — 2,1990 км². Населення — 8478 ос. (2011). Середньо урбанізований регіон. Густота населення — 3855,39 осіб/км²
. Код — 031248.

## Населення
| Кількість мешканців | Кількість мешканців | Кількість мешканців | Кількість мешканців | Кількість мешканців | Кількість мешканців | Кількість мешканців | Кількість мешканців | Кількість мешканців | Кількість мешканців | Кількість мешканців | Кількість мешканців | Кількість мешканців | Кількість мешканців | Кількість мешканців |
| ------------------- | ------------------- | ------------------- | ------------------- | ------------------- | ------------------- | ------------------- | ------------------- | ------------------- | ------------------- | ------------------- | ------------------- | ------------------- | ------------------- | ------------------- |
| 1864                | 1878                | 1890                | 1900                | 1911                | 1920                | 1930                | 1940                | 1950                | 1960                | 1970                | 1981                | 1991                | 2001                | 2011                |
| 1 502               | 1 791               | 1 917               | 2 170               | 2 314               | 2 284               | 2 405               | 3 100               | 3 356               | 3 530               | 3 190               | 4 036               | 5 243               | 8 098               | 8 478               |